# Ryō Nishikido
Ryō Nishikido (錦戸亮?, Nishikido Ryō; Osaka, 3 novembre 1984) è un attore e cantante giapponese.
Membro della Johnny & Associates, fa parte della boy band Kanjani Eight ed è stato uno dei membri dei NEWS. Ha fatto il suo debutto nel 2004.

## Filmografia

### Dorama
| Data d'uscita | Canale televisivo              | Titolo dorama                                                                                          | Ruolo assunto        |
| ------------- | ------------------------------ | --- | -------------------- |
| 1998          | TV Asahi                       | Binbō Dōshin Goyōchō (びんぼう同心御用帳?, Binbō Dōshin Goyōchō)                                       |                      |
| 1999          | TV Asahi                       | Shichinin no Samurai J ke no Hanran (七人のサムライ J 家の反乱?, Shichinin no Samurai J ke no Hanran ) |                      |
| 2001          | NTV                            | Zenigetchū!! (ゼニゲッチュー!!?, Zenigetchū!!)                                                         |                      |
| 2003          | NHK                            | Card Queen (カードの女王?, Kado no joou)                                                               |                      |
| 2004          | NHK                            | Teruteru Kazoku (てるてる家族?, Teruteru Kazoku )                                                      | Kuwahara Kazuto      |
| 2005          | NTV                            | Ganbatte ikimasshoi (がんばっていきまっしょい?, Ganbatte Ikimasshoi)                                   | Sekino Hiroyuki (Bu) |
| 2005          | Fuji TV                        | 1 litre no namida (serie televisiva) (1リットルの涙?, Ichi rittoru no namida)                          | Haruto Asō           |
| 2006          | Fuji TV                        | Attention Please (manga) (アテンションプリーズ?, Atenshon Purīzu)                                      | Nakahara Shota       |
| 2006          | Kansai Telecasting Corporation | Dive to Future (未来へのダイブ?, Mirai heno daibu)                                                     |                      |
| 2006          | Kansai Telecasting Corporation | Kemarishi (蹴鞠師?, Kemarishi)                                                                         |                      |
| 2008          | Fuji TV                        | Isshun no Kaze ni Nare (一瞬の風になれ?, Isshun no Kaze ni Nare)                                       | Kamiya Kenichi       |
| 2008          | Fuji TV                        | Last Friends (ラスト・フレンズ?, Rasuto Furenzu)                                                       | Oikawa Sosuke        |
| 2008          | TBS                            | Ryūsei no kizuna (流星の絆?)                                                                           | Ariake Taisuke       |
| 2009          | TBS                            | Orthros no inu (オルトロスの犬?, Orutorosu no Inu)                                                     | Aoi Ryosuke          |
| 2009          | NTV                            | Niini no koto wo wasurenaide (にぃにのことを忘れないで?)                                               | Keisuke Kawai        |
| 2010          | Fuji TV                        | Joker: Yurusarezaru Sōsakan (ジョーカー許されざる捜査官?, Joker: Yurusarezaru Sōsakan)                 | Kudo Kenji           |
| 2011          | TV Asahi                       | Inu o kau to yu koto (犬を飼うということ?, Inu o kau to iu koto)                                       | Hongo Yuji           |
| 2011          | Fuji TV                        | Zenkai Girl (全開ガール?, Zenkai Girl)                                                                 | Yamada Sota          |
| 2011          |                                | Bartender (manga)                                                                                      | Star ospite          |
| 2012          | TBS                            | Papadol! (パパドル!?, Papadoru!)                                                                       | Ryō Nishikido        |
| 2015          | TV Asahi                       | Samurai Sensei (サムライせんせい)                                                                      | Takechi Hanpeita     |

- Uchi no otto wa shigoto ga dekinai (ウチの夫は仕事ができない?) – serie TV (2017)